# Nadëb (poble)
Els nadëb o nadöb són un poble indígena que habita en una regió entre els rius riu Negro i Japurá, a l'estat de l'Amazones (Brasil). Són coneguts també per diversos noms: : Nadobo, Kaborí, Guariba, Anodöup, Makunadöbö, Marahan, Kuyawí, Hahöb i Xuriwai.
El 2010 eren uns 850 individus que viuen en diversos llocs en la conca dels rius Uneiuxi i Tea, afluents del marge dret del riu Negro, en el municipi de Santa Isabel del Rio Negro (0° 24′ 50″ S, 65° 1′ 8″ O / 0.41389°S,65.01889°O) i entre aquest i São Gabriel da Cachoeira als marges del riu Negro a la riba del llac Jutaí del Paraná Boá-Boá.
Considerats regionalment com Makú per ser originalment nòmades, caçadors-recol·lectors, ara són seminòmades i depenen també de l'agricultura itinerant.
Són predominantment matrilocals i el marit ha d'ajudar els seus sogres en totes les labors, ètnicament endogàmics, consideren a la cosina creuada bilateral com la parella ideal pel matrimoni i prohibeixen el matrimoni amb la cosina paral·lela per línia materna. Prefereixen l'exogàmia entre els seus grups locals.
La seva llengua pertany a la branca Nadahup de la Família makú.